# ギョボク

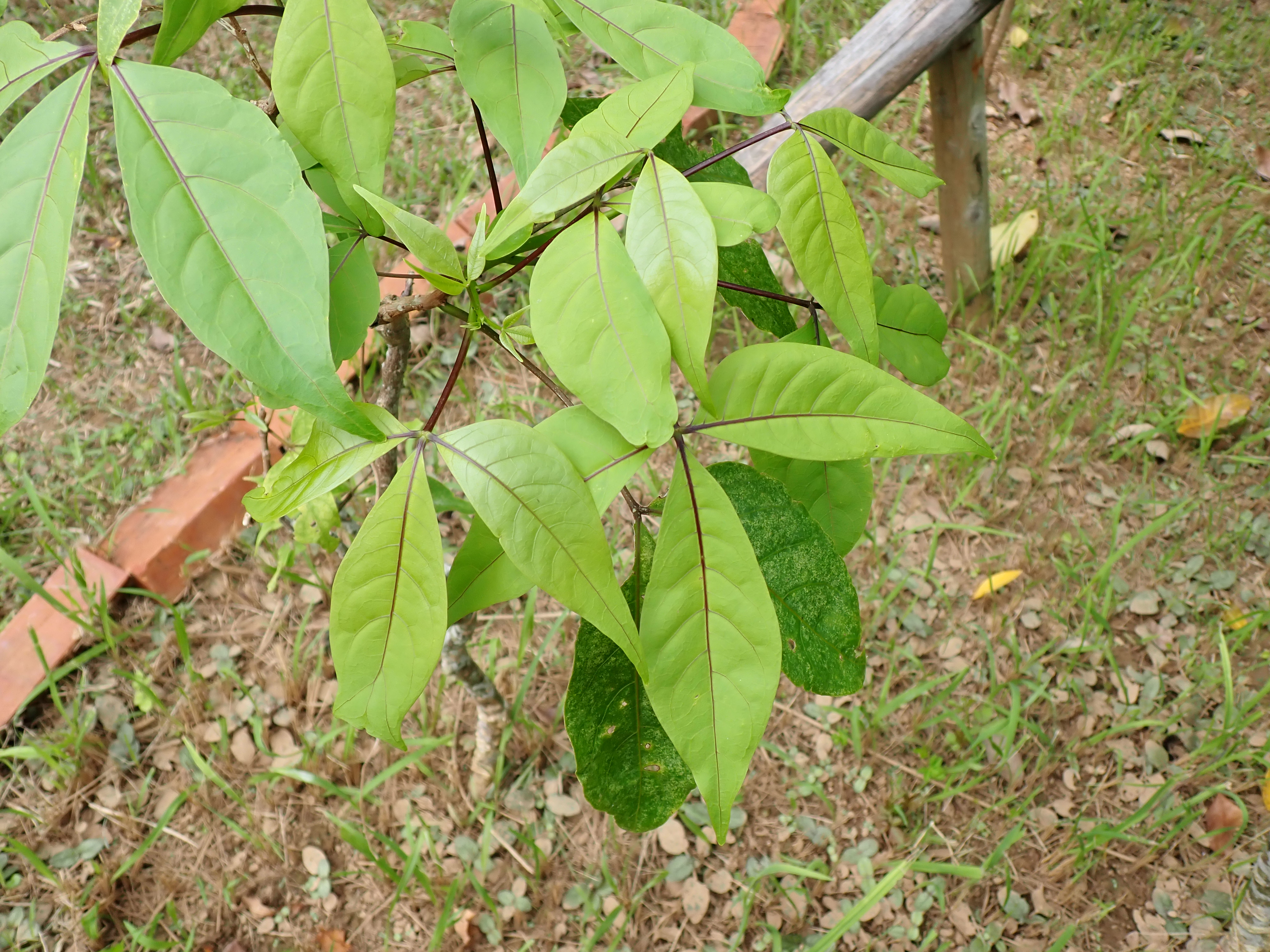
ギョボクの三出複葉
（2024年10月 沖縄県本部町 熱帯・亜熱帯都市緑化植物園）

ギョボク（魚木、学名：Crateva formosensis）はフウチョウボク科ギョボク属の落葉小高木。旧フウチョウソウ科。

## 特徴
樹高3–12 mほどで幹は直立し分枝するする。樹皮は平滑で裂けない。葉は3出複葉で薄く、互生する。小葉は長さ5–12 cmほどの披針形～卵形で先は尖り、葉縁は全縁。葉柄は長く、葉脈とともに紫色を帯びることが多い。開花期は5–7月頃で、枝先に花茎を出し、径4 cmほどの白い花を多数つけ、総状花序となる。花色は次第に黄色へ変化する。花弁は4枚、雄しべは多数で花弁より長く目立つ。果実は卵形～楕円形の液果で長さ5 cmほど、長い果柄をもち、垂れ下がる。果実は冬に黄色く熟し、中に数個の種子を有する。

## 分類と分布
以前は学名C．falcataまたはC. religiosaとする文献もあったが、POWOでは本種C. formosensisが南西諸島、台湾、中国、ベトナムに分布するとし、C．falcataは中国大陸～東南アジアに分布する別種、C. religiosaは中国、東南アジア、インド、オーストラリア北西部に分布する別種としてそれぞれ扱っている。YListでもギョボクの学名をC. formosensisとしていることから、本項における学名の表記はこれらに従った。
図鑑等における本種の分布域の表記は、学名C. formosensisやC. falcataとする文献では九州南部（宮崎、鹿児島）、南西諸島（種子島～先島諸島）～東南アジア、学名C. religiosaとする文献では九州南部、南西諸島、東南アジア～オーストラリア、アフリカの熱帯～亜熱帯域に広く分布するとしている。

## 生育環境
石灰岩地の林や山地の谷沿いに生育する。

## 利用
材が柔らかく加工が容易で、細工物などに利用される。比重も軽いため、ルアー（釣りの疑似餌）に利用されたことが和名「魚木」の由来。樹皮を和紙の原料に、葉を家畜の飼料に用いた。アルカリ土壌でよく生育する。植栽場所は風当たりが弱く、半日陰で肥沃な場所がよい。剪定は混み合った枝を除去する程度でよい。繁殖は実生や挿し木による。花が美しく、ツマベニチョウ幼虫の食草であることから、沖縄各地の学校や公園、庭園などへ多く植栽された時期がある。

## ギョボク属
ギョボク属は熱帯を中心に分布する落葉高木または低木で約10種からなるとされる。POWOへは21種が記載されている（2024年現在）。